# 13: Fear Is Real
13: Fear Is Real é um reality show que foi ao ar no canal de televisão americano The CW em 7 de janeiro de 2009.

## Sinopse
Treze pessoas competem juntas para se manterem vivas encarando os seus piores medos em uma eliminação acirrada. Os 13 participantes encararam surpresas chocantes, psicológicas e assustadoras. Todos são guiados pelo "Mentor" do terror que adiciona ainda mais pavor aos concorrentes, ele também irá aliciar pessoas para trabalharem para ele e contra os outros, criando situações em que cada um dos 13 não só terão que olhar por cima de seus ombros mas também eles nunca saberão quem é real diante deles. A "Caixa da morte" é introduzida, a qual dá poder a um dos jogadores para matar um dos outros três jogadores.
Cada semana, um ou duas vítimas eram eliminadas, ou melhor, mortas (sem deixar dúvidas de que foram assassinadas) e até o final apenas uma pessoa restará para ganhar o prêmio de sessenta e seis mil, seiscentos e sessenta e seis dólares - $66,666.

## Episódios
| # | Data de transmissão     | Horário                | Audiência (em milhões) | Título original       |
| - | ----------------------- | ---------------------- | ---------------------- | --------------------- |
| 1 | 7 de janeiro de 2009    | Quarta-feira 8:00 P.M. | 2.56                   | Meet the Mastermind   |
| 2 | 14 de janeiro de 2009   | Quarta-feira 8:00 P.M. | 1.57                   | The Accused           |
| 3 | 21 de janeiro de 2009   | Quarta-feira 8:00 P.M. | 1.36                   | A Killer Amongst Us   |
| 4 | 23 de janeiro de 2009   | Sexta-feira 9:00 P.M.  | 1.06                   | Fort Fear             |
| 5 | 30 de janeiro de 2009   | Sexta-feira 9:00 P.M.  | 1.01                   | A Lesson In Terror    |
| 6 | 6 de fevereiro de 2009  | Sexta-feira 9:00 P.M.  | 0.84                   | A Deal With The Devil |
| 7 | 13 de fevereiro de 2009 | Sexta-feira 9:00 P.M.  | 0.95                   | Alone                 |
| 8 | 20 de fevereiro de 2009 | Sexta-feira 9:00 P.M.  | 0.79                   | Boom                  |

## Concorrentes
| Nome                | Idade | Cidade              | Episódio 1 | Episódio 2  | Episódio 3  | Episódio 4 | Episódio 5 | Episódio 6  | Episódio 7  | Episódio 8  |
| ------------------- | ----- | ------------------- | ---------- | ----------- | ----------- | ---------- | ---------- | ----------- | ----------- | ----------- |
| Ted Kirner          | 24    | Bucks County, PA    | Salvo      | Salvo       | Salvo       | Salvo      | Salvo      | Salvo       | Risco       | Ganhador    |
| Nasser Goins        | 26    | Philadelphia, PA    | Salvo      | Risco       | Salvo       | Salvo      | Salvo      | Salvo       | Salvo       | Morto       |
| Erica Johnson       | 26    | Waycross, GA        | Salvo      | Imune       | Risco       | Risco      | Salvo      | Salvo       | Salvo       | Assassidado |
| Melyssa Nocar       | 24    | Columbus, OH        | Salvo      | Salvo       | Salvo       | Salvo      | Salvo      | Salvo       | Morto       | -           |
| Adam Wood           | 25    | Seattle, WA         | Salvo      | Risco       | Salvo       | Salvo      | Salvo      | Risco       | Assassinado | -           |
| Leah Lucas          | 21    | Philadelphia, PA    | Salvo      | Salvo       | Salvo       | Salvo      | Risco      | Morto       | -           | -           |
| Cody Minshew        | 22    | Austin, TX          | Imune      | Salvo       | Salvo       | Salvo      | Salvo      | Assassinado | -           | -           |
| Rodney Craft        | 26    | Los Angeles, CA     | Salvo      | Salvo       | Salvo       | Salvo      | Morto      | -           | -           | -           |
| Kelly Marquardt     | 23    | San Diego, CA       | Risco      | Salvo       | Salvo       | Morto      | -          | -           | -           | -           |
| Ryan Norys          | 24    | Yorba Linda, CA     | Salvo      | Salvo       | Morto       | -          | -          | -           | -           | -           |
| Steffinie Phrommany | 29    | North Hollywood, CA | Salvo      | Salvo       | Assassinado | -          | -          | -           | -           | -           |
| Laura Paul          | 27    | Medford, OR         | Salvo      | Assassinado | -           | -          | -          | -           | -           | -           |
| Lauren Harris       | 24    | Cherry Hill, NJ     | Morto      | -           | -           | -          | -          | -           | -           | -           |

     O participante foi assassidado por outro participante.
     O participante perdeu a cerimônia de execução e foi eliminado.
     O participante venceu a cerimônia de execução, e salvou a si mesmo de ser eliminado.
     O participante foi forçado a entrar na cerimônia de execução devido a falsa acusação de participante que tem a caixa da morte, ou porque eles foram acusados e tinham a caixa da morte.
     O participante foi imune da cerimônia de acusação.
     O participante se tornou um assassino.
     O participante se tornou um assassino, e mais tarde foi executado.
     O participante venceu o 13: Fear is Real.
- Salvo: O participante foi salvo para o próximo episódio.
- Risco: O participante venceu a cerimônia de execução.
- Assassinado: O participante foi assassinado por outro participante que possuia a caixa da morte.
- Morto: O participante perdeu a cerimônia de execução.
- Imune: O participante não tem que fazer parte do ritual da cerimônia de execução.
- Ganhador: O participante vence 13: Fear is Real.